# Undercover in Nederland
Undercover in Nederland is een reportageprogramma, uitgezonden door SBS6, waarin programmamaker en presentator Alberto Stegeman in diverse zaken duikt, zoals oplichtingszaken en zaken waarin heikele kwesties aan de kaak worden gesteld, zoals het infiltreren van een legerbasis van Defensie. Er worden met een verborgen camera opnames gemaakt. Ook gaat Stegeman regelmatig in vermomming of met een vermomde collega op pad.

## Opzet
Vaak reageert Stegeman op tips of klachten over een persoon of instantie, waarop een undercoveronderzoek wordt gestart. Soms gaat het programma zelf op onderzoek over bepaalde zaken, bijvoorbeeld over pedofiele vrouwen.
Een van Stegemans vermommingen is ‘Frans de Jonge’. Onder dat alter ego deed hij zich voor als een 50-jarige man die handelde in wapens, drugs, vuurwerk en vals geld. Ook deed hij zich voor als hoerenloper, pooier en pedofiel. Sinds de uitzending van 11 januari 2018 maakt Stegeman gebruik van een nieuw alter ego genaamd ‘Eddie Meijer’. Alberto richt zich met dat alter ego vaker op zedenzaken. Ook heeft hij een derde alter ego genaamd ‘Jacques’, een zogenaamde pensionaris. Ondanks deze vermommingen komt het wel eens voor dat personen hem (vermoeden te) herkennen. Ook worden medewerkers wel eens ingezet.
Voordat Stegeman op pad gaat, gaat hij op onderzoek uit. Hierbij observeert hij personen of situaties of achtervolgt ze. Aan het einde van de aflevering volgt een confrontatie met de persoon in kwestie, maar soms ook met politici als het overheidszaken betreft. In sommige gevallen wordt de politie erbij gehaald of aangifte gedaan, of komt het zelfs niet tot een confrontatie om de politie niet te hinderen. Soms wordt met behulp van een beveiliger tot burgerarrest overgegaan.

## Geschiedenis
Undercover in Nederland is sinds 2005 op televisie. Het programma zorgde er vanaf het begin voor dat onderwerpen als kinderprostitutie en dierenhandel meer aandacht kregen binnen de politiek, media en justitie. Het tweede seizoen, in 2006, stelde onderwerpen als louche privédetectives en handel in illegale wapens aan de kaak.
Op 10 maart 2007 bracht Stegeman een boek uit over het programma.
In 2013 ontmaskerde Stegeman internetoplichters, waarvan in 2014 een vrouw voor de rechter werd gedaagd. Eveneens in 2013 werd in België een persoon veroordeeld voor bezit van kinderporno, nadat Undercover in Nederland aandacht aan de zaak had besteed. De man was op zoek naar een kind om te misbruiken, en Stegeman wist hem in de val te lokken door zogenaamd als mede-pedoseksueel te regelen dat hij een meisje kon misbruiken. Dergelijke gevallen, waarbij een pedoseksueel een seks-afspraak met een kind probeert te maken en door Stegeman wordt gesnapt, komen vaker voor en hebben vaker tot arrestaties en vervolgingen geleid.
In 2014 werd een uitzending gerectificeerd nadat bekend was geworden dat de verkeerde persoon was geconfronteerd.
In 2015 infiltreerde Stegeman bij een zorgboerderij genaamd Zorgboerderij De Hoge Aard in  Brabantse Molenschot die opgevangen personen slecht behandelde.
In 2020 werd stilgestaan bij het 15-jarig bestaan van het programma. Eveneens in 2020 stelde Stegeman een kwestie aan de kaak waarbij politiehonden zouden worden mishandeld. Dit leidde tot arrestaties van de hondentrainers in kwestie.
In augustus 2022 werd bekendgemaakt dat het programma minstens tot 2024 te zien blijft. Eveneens in 2022 ontmaskerde Stegeman onder meer nep-afvalcoaches.
In 2023 was het programma genomineerd voor een Televizier-Ring in de categorie Impact. De uitzending die de nominatie opleverde was die over mishandelingen van bewoners van Zorgboerderij Aurora Borealis in het Groningse Wedde.

## Rechtszaken
In een van de afleveringen stelde Stegeman onveiligheid op Schiphol-Oost aan de kaak. Hiervoor werd hij op 29 april 2010 door de rechtbank Haarlem veroordeeld tot een geldboete van 1500 euro. Hierop ging Stegeman in hoger beroep. Op 28 april 2011 volgde de uitspraak van het gerechtshof Amsterdam. Die was van mening dat het opleggen van een geldboete het recht op vrije meningsuiting en vrije nieuwsgaring aantastte en sprak Stegeman vrij. Op 26 maart 2013 werd de zaak in cassatie vernietigd en verwezen naar het gerechtshof 's-Gravenhage. Op 4 maart 2014 werd Stegeman door het gerechtshof veroordeeld tot een geldboete van 1000 euro voorwaardelijk omdat ze van mening was dat hij medepleger van valsheid in geschrifte was. De rechter vond het daarbij doorslaggevend dat Stegeman minder andere methodes dan valsheid in geschrifte had kunnen gebruiken om het beveiligingslek op Schiphol aan de kaak te stellen. Op 13 oktober 2015 werd dit oordeel in cassatie gehandhaafd. Hierop diende Stegeman een klacht in bij het EHRM. Op 13 april 2016 verklaarde het Hof geen kennis te zullen nemen van het geschil.
Stegeman werd eveneens vervolgd voor het aan de kaak stellen van een beveiligingslek bij Defensie. De rechtbank Zutphen achtte Stegeman schuldig omdat hij een nepbom had geplaatst en veroordeelde hem tot een geldboete van 2000 euro. Bij de oplegging van de straf liet de rechtbank meewegen dat Stegeman al eerder is veroordeeld voor een strafbaar feit in de hierboven genoemde zaak.
Na de uitzending van 21 oktober 2012 werden Noordkaap TV Producties en SBS voor de rechter gedaagd. Eiser Walter H. werd in het gelijk gesteld. Hij werd volgens de rechtbank ten onrechte beschuldigd van het verkopen van gestolen sloten. Door de uitzending was hij zijn baan kwijtgeraakt en had hij een posttraumatische stressstoornis opgelopen, waarvoor een schadevergoeding werd toegekend. Tevens moest er rectificatie worden verleend.
Na de uitzending van 9 oktober 2016 werd SBS voor de rechter gedaagd. De eiser vond dat hij ten onrechte was beschuldigd van het voltrekken van polygame of bigame huwelijken. Hij was hierdoor zijn baan kwijtgeraakt. Volgens de rechtbank werd eiser niet ten onrechte beschuldigd.